# 수능엄삼매
수릉엄삼매(首楞嚴三昧, 산스크리트어: śūraṃ-gama, 영어: firmly maintaining all dharmas) 또는 수능엄삼매는 건행삼매(健行三昧)라고도 하며, 대품반야경의 대승품에 108삼매 가운데 언급되는 순서로 제1번째 삼매이다. 제2번째 삼매는 보인삼매(寶印三昧)이다.

## 설명
열반경에서는 아라한을 10지보살이라고 하며, 10지보살이 구족하면, 즉 10지보살 중에서도 최고 경지에 이르면, 수능엄삼매를 겨우 입문만 한다고 한다. 수능엄삼매를 구족하면 아라한이 아니라 부처 경지라고 한다.
성문, 연각이나 10주 보살까지가 불성을 보지 못하는 것은 열반이라 할지언정 대열반은 아닌데, 만일 불성을 분명하게 본다면 대열반이라 이름하느니라.<열반경>
마치 허공에 기러기를 쳐다볼 적에 허공인지 기러기인지 모르다가 자세하게 보고야 어렴풋이 보이듯이, 10주 보살이 여래의 성품을 조금만 보는 것도 그와 같거늘, 하물며 성문·연각들이 볼 수 있겠느냐.<열반경>
선남자여, 수릉엄삼매(首楞嚴三昧)에 다섯 가지 이름이 있으니, 하나는 수릉엄삼매요, 둘은 반야바라밀(般若波羅蜜)이요 셋은 금강삼매(金剛三昧)요 넷은 사자후삼매(獅子吼三昧)요 다섯은 불성(佛性)이다. 그 짓는 대로 따라서 곳곳 마다 이름을 얻느니라.<열반경>

## 같이 보기
- 해인삼매
- 금강삼매